# Byron Mullens
Pour les articles homonymes, voir Mullens (homonymie).
Byron James Mullens, né le 14 février 1989 à Canal Winchester dans l'Ohio, est un joueur américain de basket-ball possédant également la nationalité britannique. Il évolue au poste de pivot.

## Carrière universitaire
Byron Mullens effectue ses années lycée au sein de la Canal Winchester High School dans l'Ohio. Il participe au McDonald's All-American Team en 2008 avec l'équipe de l'Ouest au côté de DeMar DeRozan, Jrue Holliday et Greg Monroe face à l'équipe de l'Est mené par Kemba Walker, Tyreke Evans et JayMychal Green. Toujours en 2008, il participe au Jordan Brand Classic au Madison Square Garden où il joue 17 minutes et marque 12 points.
Il rejoint en 2008 l'université de l'Ohio et joue pour l'équipe des Buckeyes d'Ohio State. Il ne va rester que durant la saison 2008/2009 en NCAA. A l'issue de la saison, il est élu meilleur sixième homme de la saison et nommé dans la All-Freshman Team.
En mars 2009, il se déclare candidat à la Draft 2009 de la NBA.

## Carrière professionnelle
Byron Mullens est drafté en 2009 en 24e position par les Mavericks de Dallas. Mais il est immédiatement envoyé chez le Thunder d'Oklahoma City en échange de Rodrigue Beaubois, drafté en 25e position.
Il participe à la NBA Summer League 2009 avec le Thunder au côté de James Harden, Russell Westbrook et Serge Ibaka.
Le 21 novembre 2009, il est assigné en NBA Development League chez les 66ers de Tulsa, puis rappelé le 28 décembre 2009, renvoyé à Tulsa le 2 mars 2010, rappelé le 14 avril 2010 mais renvoyé 2 jours plus tard pour être rappelé le 17 avril 2010.
Il fait de nouveau parti du roster du Thunder lors de la NBA Summer League 2010. Durant la saison 2010-2011, il fait de nouveau des aller-retour en D-League chez le 66ers.
En septembre 2011, durant le lock-out de la NBA, il s'engage pour un an avec le club grec de Panionios B.C. mais reste sous contrat avec le Thunder. Mais en octobre 2011, après seulement un mois en Grèce, il quitte le club pour retourner s'entraîner avec sa franchise NBA.
Le 19 décembre 2011, avant le début de la saison régulière, il est envoyé chez les Bobcats de Charlotte en échange d'un second tour de la draft 2013 de la NBA. A l'issue de la saison 2012-2013, il se retrouve agent libre.
Le 22 juillet 2013, il signe avec les Clippers de Los Angeles.  Le 20 février 2014, il est envoyé aux 76ers de Philadelphie dans un échange à trois franchises avec les Hawks d'Atlanta.
En juillet 2014, il rejoint les Shaanxi Wolves en deuxième division chinoise avec qui il joue seulement 4 matches pour une moyenne de 30,8 points par match et 14,5 rebonds. Le 11 août 2014, il rejoint le championnat chinois et l'équipe des Shanxi Zhongyu. Il quitte le club en octobre 2014.
Le 14 février 2015, il s'engage avec le Skyforce de Sioux Falls en D-League. Il re-signe avec l'équipe le 2 novembre 2015.
Le 1er mars 2016, il rejoint le championnat turc et le club du Torku Konyaspor B.K.
En octobre 2016, il rejoint le club d'Al Wasl Dubaï dans les Émirats arabes unis.
En octobre 2017, il rejoint le championnat d'Iran et le club du Sanat Naft Abadan.
Le 22 février 2018, le Skyforce de Sioux Falls récupèrent un second tour de draft 2018 du Magic de Lakeland en échange de Mullens. Il est annoncé dans le roster du Magic d'Orlando pour la Summer League 2018. Il est coupé par le Magic le 6 décembre 2018.
En décembre 2018, il rejoint le Japon et l'équipe de Levanga Hokkaido.
En juillet 2019, il rejoint championnat sud-coréen et le club de Busan KT Sonicboom.
Le 2 mars 2020, il rejoint le championnat espagnol et l'équipe de l'Estudiantes Madrid. Il ne peut jouer qu'un seul match avec son nouveau club avant l'arrêt du championnat le 16 mars 2020 en raison de la pandémie de Covid-19.

## Clubs successifs
- 2009-2011 :  Thunder d'Oklahoma City (NBA)
- 2009-2011 :  66ers de Tulsa (D-League)
- 2011-2013 :  Bobcats de Charlotte (NBA)
- 2013-2014 :  Clippers de Los Angeles (NBA)
- 2014 :  76ers de Philadelphie (NBA)
- 2014 :  Shaanxi Wolves (NBL (en))
- 2014 :  Shanxi Brave Dragons (CBA)
- 2015-2016 :  Skyforce de Sioux Falls (D-League)
- 2016 :  Torku Konyaspor B.K (Süper Ligi)
- 2016-2017 :  Al Wasl Dubaï (UAE)
- 2017-2018 :  Sanat Naft Abadan (Super League)
- 2018 :  Magic de Lakeland (D-League)
- 2018-2019 :  Levanga Hokkaido (B.League)
- 2019-2020 :  Busan KT Sonicboom (KBL)
- 2020 :  Estudiantes Madrid (Liga Endesa)
- Depuis 2020 :  London Lions (BBL)

## Equipe nationale
Byron Mullens est international britannique. Il a été sélectionné pour participer aux Jeux Olympiques de Londres 2012 mais il se blesse avant la compétition et doit déclarer forfait.

## Records NBA
Les records personnels de Byron Mullens, officiellement recensés par la NBA sont 
| Type statistique            | Saison régulière | Saison régulière        | Saison régulière |
| Type statistique            | Record           | Adversaire              | Date             |
| --------------------------- | ---------------- | ----------------------- | ---------------- |
| Points en un match          | 31               | @ Bucks de Milwaukee    | 6 avril 2012     |
| Paniers marqués en un match | 14               | @ Bucks de Milwaukee    | 6 avril 2012     |
| Paniers tentés en un match  | 23               | @ Bucks de Milwaukee    | 6 avril 2012     |
| Lancers francs réussis      | 8                | Raptors de Toronto      | 20 mars 2013     |
| Lancers francs tentés       | 12               | Raptors de Toronto      | 20 mars 2013     |
| Paniers à 3 points réussis  | 6                | Suns de Phoenix         | 7 novembre 2012  |
| Paniers à 3 points tentés   | 11               | @ Wizards de Washington | 24 novembre 2012 |
| Rebonds offensifs           | 9                | @ Bucks de Milwaukee    | 6 avril 2012     |
| Rebonds défensifs           | 13               | Celtics de Boston       | 11 février 2013  |
| Rebonds totaux              | 18               | Celtics de Boston       | 11 février 2013  |
| Passes décisives            | 5                | 3 fois                  | 3 fois           |
| Interceptions               | 6                | Hawks d'Atlanta         | 23 novembre 2012 |
| Contres                     | 5                | Jazz de l'Utah          | 7 mars 2012      |
| Minutes jouées              | 46               | @ Wizards de Washington | 24 novembre 2012 |

- Double-double : 14
- Triple-double : 0